# كريستوفر فيلدي
كريستوفر فيلدي (بالنرويجية البوكمول: Kristoffer Velde)‏ هو لاعب كرة قدم نرويجي في مركز الوسط، ولد في 9 سبتمبر 1999 في مستشفى هاوغسوند ‏ في النرويج. لعب مع نادي هاوغسوند.

## وصلات خارجية
- كريستوفر فيلدي على موقع اتحاد النرويج (النرويجية)
- كريستوفر فيلدي على موقع قاعدة بيانات كرة القدم.إي يو (الإنجليزية)
- كريستوفر فيلدي على موقع Soccerbase.com (لاعب) (الإنجليزية)
- كريستوفر فيلدي على موقع Soccerway.com (الإنجليزية)